# St. Paul (Kansas)
St. Paul è un comune degli Stati Uniti d'America, situato nello Stato del Kansas, nella Contea di Neosho.